# Hadschi Mohammed Tschamkani
Hadschi Mohammed Tschamkani (paschtunisch حاجی‌محمد چمکنی, * 1947; † 2012) war ein afghanischer Politiker, der 1986 für kurze Zeit die Präsidentschaft der sowjetisch gestützten Demokratischen Volksrepublik Afghanistan innehatte. Zuvor diente er als Vizepräsident in der Regierung von Babrak Karmal.
Er gelangte nach dem Rücktritt Babrak Karmals ins Amt. Als parteiloses Mitglied und Stammesführer mit Macht und Verbindungen in Schlüsselgebieten der an Pakistan angrenzenden paschtunischen Provinzen weitete sich sein Einfluss auch nach Pakistan aus. Allerdings war Mohammed Nadschibullāh federführend im Land seinen mächtigen Positionen als Direktor des Geheimdienstes Chidamāt-i Ittilā’āt-i Dawlati (KhAD) und Generalsekretär der Demokratischen Volkspartei Afghanistans (DVA) gebührend.
Es war auch während seiner Amtszeit, als die UdSSR unter dem neuen reformfreudigen Staatsoberhaupt Michail Gorbatschow ankündigte, ein Teil ihrer Truppen aus Afghanistan abziehen zu wollen. Seine Amtszeit war außerdem von der Verabschiedung einer neuen Verfassung gekennzeichnet.

## Tschamkanis Präsidentschaft
Der Krieg ging weiter ohne Übereinkunft über einen Zeitplan zum Abzug der geschätzten 115.000 sowjetischen Truppen. Es gab widersprüchliche Berichte über die militärischen Erfolge sowohl der Widerstandsbewegung als auch der von der Sowjetunion unterstützten afghanischen Kräfte. Westliche Diplomaten berichteten von Kämpfen in allen großen Provinzen mit vielen Todesopfern auf beiden Seiten.
Weitverbreitete Menschenrechtsverletzungen gingen weiter und zogen die Aufmerksamkeit der UN-Menschenrechtskommission auf sich. Zum Jahresende wurde von einem der erbittertsten Kämpfe des Krieges aus der Besatzungsstadt Chost, Ostafghanistan, berichtet, wo sowjetisch unterstützte Regierungstruppen den Versuch unternahmen, eine Guerillabelagerung der Stadt zu beenden.
Die Moral in der regierungstreuen afghanischen Armee war gering. Die afghanische Armee brach von ihrer ursprünglichen Stärke von 105.000 Mann 1978 auf etwa 20.000–30.000 1987 zusammen.
Die Sowjets versuchten neue Taktiken, aber der Widerstand entwickelte Gegenstrategien. Zum Beispiel wurde die Nutzung der Speznas (Spezialkräfte) mit konternden Hinterhälten gepaart. Die einzigen Waffensysteme, die es schafften die Widerständler kontinuierlich zu verwirren, waren Kampfhubschrauber und Bombenflugzeuge.
Unter seiner Führerschaft billigte ein außerordentliches Plenum des Zentralkomitees der Demokratischen Volkspartei Afghanistans eine „Politik der nationalen Aussöhnung“, die Verhandlungen mit Oppositionsgruppen beinhaltete und die geplante Bildung einer Koalitionsregierung der nationalen Einheit.
Kabul publizierte auch das Gesetz zur Bildung „unabhängiger“ politischer Parteien. Keine Partei konnte ohne die Zustimmung des Revolutionsrates bestehen; um die Genehmigung zu erhalten (die nicht gewährt werden musste), hatte jede zukünftige Partei die Namen aller Mitglieder (Minimum: 500) mitzuteilen und alle Finanzquellen offenzulegen. In Genf wurden zwei von den Vereinten Nationen unterstützte Gesprächsrunden abgehalten, mit einem UN-Mittelsmann, der als Bindung zwischen den Außenministern Pakistans und Afghanistans fungierte.
Pakistan weigerte sich weiterhin, direkte Verhandlungen mit Afghanistan aufzunehmen, weil es die von der Sowjetunion gestützte afghanische Regierung nicht anerkannte. Es lehnte auch das Angebot der afghanischen Regierung eines 16-monatigen Zeitplans zum Rückzug der sowjetischen Truppen ab und bestand darauf, dass diese Zeitspanne auf acht Monate verkürzt werden sollte.

## Aufstieg Nadschibullahs
Im Dezember 1986 beschloss ein umstrukturiertes Kabinett die Wahl von Mohammed Nadschibullahs Unterstützern Mohammad Abdul Wakil und Mohammed Rafi für die Ämter des Außen- bzw. Verteidigungsministers. Aufgrund dessen war die Präsidentschaft des Revolutionsrates nicht mehr als ein zeremonielles Amt.
Zur selben Zeit gründete Nadschibullah auch eine Kampagne für „nationale Aussöhnung“ und kündigte einen sechsmonatigen, unilateralen Waffenstillstand mit Beginn am 15. Januar 1987 an und bot die Anerkennung einer nicht-kommunistischen Regierung an, wenn diese die „irreversible Natur des revolutionären Prozesses“ akzeptieren würde.
Dennoch wurde drei Wochen nach dem Waffenstillstand in der Provinz Paktia ein massiver sowjetischer Angriff gestartet.
Während der letzten Monate seiner Präsidentschaft wurde eine Loja Dschirga herbeigerufen, die Mohammed Nadschibullah zum Präsidenten des Revolutionsrates wählte und eine neue Verfassung verkündete. Tschamkani kehrte nun zu seinem früheren Amt als Vizepräsident zurück.
| Personendaten    | Personendaten                |
| ---------------- | ---------------------------- |
| NAME             | Tschamkani, Hadschi Mohammed |
| ALTERNATIVNAMEN  | Chamkani, Haji Mohammad      |
| KURZBESCHREIBUNG | afghanischer Politiker       |
| GEBURTSDATUM     | 1947                         |
| STERBEDATUM      | 2012                         |